# Episodi di Lucy Show (prima stagione)
La prima stagione della serie televisiva Lucy Show (The Lucy Show) è andata in onda negli Stati Uniti dal 1º ottobre 1962 al 29 aprile 1963 sulla CBS.
| nº | Titolo originale                   | Prima TV USA     | Titolo italiano | Prima TV Italia |
| -- | ---------------------------------- | ---------------- | --------------- | --------------- |
| 1  | Lucy Waits Up for Chris            | 1º ottobre 1962  |                 |                 |
| 2  | Lucy Digs Up a Date                | 8 ottobre 1962   |                 |                 |
| 3  | Lucy Is a Referee                  | 15 ottobre 1962  |                 |                 |
| 4  | Lucy Misplaces $2,000              | 22 ottobre 1962  |                 |                 |
| 5  | Lucy Buys a Sheep                  | 29 ottobre 1962  |                 |                 |
| 6  | Lucy Becomes an Astronaut          | 5 novembre 1962  |                 |                 |
| 7  | Lucy Is a Kangaroo for a Day       | 12 novembre 1962 |                 |                 |
| 8  | Lucy, the Music Lover              | 19 novembre 1962 |                 |                 |
| 9  | Lucy Puts Up a TV Antenna          | 26 novembre 1962 |                 |                 |
| 10 | Vivian Sues Lucy                   | 3 dicembre 1962  |                 |                 |
| 11 | Lucy Builds a Rumpus Room          | 10 dicembre 1962 |                 |                 |
| 12 | Lucy and Her Electric Matress      | 17 dicembre 1962 |                 |                 |
| 13 | Together for Christmas             | 24 dicembre 1962 |                 |                 |
| 14 | Chris's New Year's Eve Party       | 31 dicembre 1962 |                 |                 |
| 15 | Lucy's Sister Pays a Visit         | 7 gennaio 1963   |                 |                 |
| 16 | Lucy and Viv Are Volunteer Firemen | 14 gennaio 1963  |                 |                 |
| 17 | Lucy Becomes a Reporter            | 21 gennaio 1963  |                 |                 |
| 18 | Lucy and Viv Put in a Shower       | 28 gennaio 1963  |                 |                 |
| 19 | Lucy's Barbershop Quartet          | 4 febbraio 1963  |                 |                 |
| 20 | Lucy and Viv Become Tycoons        | 11 febbraio 1963 |                 |                 |
| 21 | No More Double Dates               | 18 febbraio 1963 |                 |                 |
| 22 | Lucy and Viv Learn Judo            | 25 febbraio 1963 |                 |                 |
| 23 | Lucy Is a Soda Jerk                | 4 marzo 1963     |                 |                 |
| 24 | Lucy Drives a Dump Truck           | 11 marzo 1963    |                 |                 |
| 25 | Lucy Visits the White House        | 25 marzo 1963    |                 |                 |
| 26 | Lucy and Viv Take Up Chemistry     | 1º aprile 1963   |                 |                 |
| 27 | Lucy Is a Chaperone                | 8 aprile 1963    |                 |                 |
| 28 | Lucy and the Little League         | 15 aprile 1963   |                 |                 |
| 29 | Lucy and the Runaway Butterfly     | 22 aprile 1963   |                 |                 |
| 30 | Lucy Buys a Boat                   | 29 aprile 1963   |                 |                 |

## Lucy Waits Up for Chris
- Prima televisiva: 1º ottobre 1962
- Diretto da: Jack Donohue
- Scritto da: Madelyn Davis, Bob Weiskopf, Bob Schiller, Bob Carroll, Jr.

### Trama
- Guest star: Tom Lowell (Alan Harper), Charles Lane (Mr. Barnsdahl)

## Lucy Digs Up a Date
- Prima televisiva: 8 ottobre 1962
- Diretto da: Jack Donohue
- Scritto da: Bob Carroll, Jr., Bob Schiller, Bob Weiskopf, Madelyn Davis

### Trama
- Guest star: Robert Rockwell, Vito Scotti, William Windom (Mr. Taylor), Robert Stephenson, Dick Martin (Harry Conners)

## Lucy Is a Referee
- Prima televisiva: 15 ottobre 1962
- Diretto da: Jack Donohue
- Scritto da: Bob Carroll, Jr., Bob Schiller, Bob Weiskopf, Madelyn Davis

### Trama
- Guest star: Dennis Rush, Desi Arnaz, Jr., Dick Martin (Harry)

## Lucy Misplaces $2,000
- Prima televisiva: 22 ottobre 1962
- Diretto da: Jack Donohue
- Scritto da: Bob Carroll, Jr., Bob Schiller, Madelyn Davis, Bob Weiskopf

### Trama
- Guest star: Dick Martin (Harry), Charles Lane (Mr. Barnsdahl), Sandra Gould, Rita Shaw

## Lucy Buys a Sheep
- Prima televisiva: 29 ottobre 1962
- Diretto da: Jack Donohue
- Scritto da: Madelyn Davis, Bob Weiskopf, Bob Schiller, Bob Carroll, Jr.

### Trama
- Guest star: Charles Lane (Mr. Barnsdahl), Parley Baer (Mr. Evans)

## Lucy Becomes an Astronaut
- Prima televisiva: 5 novembre 1962
- Diretto da: Jack Donohue
- Scritto da: Bob Carroll, Jr., Bob Schiller, Bob Weiskopf, Madelyn Davis

### Trama
- Guest star: Nancy Kulp (Jane Corey), Alix Talton, Dick Martin (Harry Conners)

## Lucy Is a Kangaroo for a Day
- Prima televisiva: 12 novembre 1962
- Diretto da: Jack Donohue
- Scritto da: Madelyn Davis, Bob Weiskopf, Bob Schiller, Bob Carroll, Jr.

### Trama
- Guest star: Charles Lane (Mr. Barnsdahl), John McGiver, Norman Leavitt, Sid Gould (cameriere), Majel Barrett (segretario/a)

## Lucy, the Music Lover
- Prima televisiva: 19 novembre 1962
- Diretto da: Jack Donohue
- Scritto da: Bob Carroll, Jr., Bob Schiller, Bob Weiskopf, Madelyn Davis

### Trama
- Guest star: Mary Jane Croft (Audrey Simmons), Frank Aletter (dottore), Dick Gittings, Susan Oakes

## Lucy Puts Up a TV Antenna
- Prima televisiva: 26 novembre 1962
- Diretto da: Jack Donohue
- Scritto da: Bob Schiller, Bob Weiskopf, Madelyn Davis, Bob Carroll, Jr.

### Trama
- Guest star: Lloyd Corrigan, Chuck Roberson, Hubie Kerns, Del Moore

## Vivian Sues Lucy
- Prima televisiva: 3 dicembre 1962
- Diretto da: Jack Donohue
- Scritto da: Bob Carroll, Jr., Bob Schiller, Bob Weiskopf, Madelyn Davis

### Trama
- Guest star: Charles Lane (Mr. Barnsdahl)

## Lucy Builds a Rumpus Room
- Prima televisiva: 10 dicembre 1962
- Diretto da: Jack Donohue
- Scritto da: Madelyn Davis, Bob Weiskopf, Bob Schiller, Bob Carroll, Jr.

### Trama
- Guest star: Dick Martin (Harry), Don Briggs (Eddie), Chris Warfield, Jim Boles

## Lucy and Her Electric Matress
- Prima televisiva: 17 dicembre 1962
- Diretto da: Jack Donohue
- Scritto da: Madelyn Davis, Bob Weiskopf, Bob Schiller, Bob Carroll, Jr.

### Trama
- Guest star:

## Together for Christmas
- Prima televisiva: 24 dicembre 1962
- Diretto da: Jack Donohue
- Scritto da: Bob Carroll, Jr., Madelyn Davis, Bob Schiller, Bob Weiskopf

### Trama
- Guest star: Joseph Mell (Butcher), Tom Lowell (Alan Harper)

## Chris's New Year's Eve Party
- Prima televisiva: 31 dicembre 1962
- Diretto da: Jack Donohue
- Scritto da: Bob Weiskopf, Bob Schiller, Bob Carroll, Jr., Madelyn Davis

### Trama
- Guest star: James Gonzalez (sportellista della banca), Tom Lowell (Alan Harper), Don Briggs (Eddie), Dick Martin (Harry)

## Lucy's Sister Pays a Visit
- Prima televisiva: 7 gennaio 1963
- Diretto da: Jack Donohue
- Scritto da: Bob Weiskopf, Bob Schiller, Bob Carroll, Jr., Madelyn Davis

### Trama
- Guest star: Peter Marshall (Hughie), Dick Martin (Harry), Janet Waldo (Marge)

## Lucy and Viv Are Volunteer Firemen
- Prima televisiva: 14 gennaio 1963
- Diretto da: Jack Donohue
- Scritto da: Bob Carroll, Jr., Bob Schiller, Bob Weiskopf, Madelyn Davis

### Trama
- Guest star: Carole Cook (Thelma Green), Patrick McVey (Fire Captain)

## Lucy Becomes a Reporter
- Prima televisiva: 21 gennaio 1963
- Diretto da: Jack Donohue
- Scritto da: Bob Carroll, Jr., Bob Schiller, Bob Weiskopf, Madelyn Davis

### Trama
- Guest star: John Vivyan, Roscoe Karns, Bobs Watson, Emlen Davies

## Lucy and Viv Put in a Shower
- Prima televisiva: 28 gennaio 1963
- Diretto da: Jack Donohue
- Scritto da: Bob Carroll, Jr., Bob Schiller, Bob Weiskopf, Madelyn Davis

### Trama
- Guest star: Stafford Repp (Joe Melvin), Dick Martin (Harry), Don Briggs (Eddie)

## Lucy's Barbershop Quartet
- Prima televisiva: 4 febbraio 1963
- Diretto da: Jack Donohue
- Scritto da: Bob Carroll, Jr., Bob Schiller, Bob Weiskopf, Madelyn Davis

### Trama
- Guest star: Hans Conried (dottor Gitterman), Carole Cook (Thelma Green), Dorothy Konrad (Dorothy Boyer), Alan Ray (Emcee)

## Lucy and Viv Become Tycoons
- Prima televisiva: 11 febbraio 1963
- Diretto da: Jack Donohue
- Scritto da: Bob Carroll, Jr., Bob Schiller, Bob Weiskopf, Madelyn Davis

### Trama
- Guest star: Don Briggs (Eddie), Bern Hoffman

## No More Double Dates
- Prima televisiva: 18 febbraio 1963
- Diretto da: Jack Donohue
- Scritto da: Bob Weiskopf, Bob Schiller, Bob Carroll, Jr., Madelyn Davis

### Trama
- Guest star: Dick Martin (Harry Conners), Don Briggs (Eddie)

## Lucy and Viv Learn Judo
- Prima televisiva: 25 febbraio 1963
- Diretto da: Jack Donohue
- Scritto da: Madelyn Davis, Bob Weiskopf, Bob Schiller, Bob Carroll, Jr.

### Trama
- Guest star: Dick Martin (Harry), Henry Kulky, Eddie Parker

## Lucy Is a Soda Jerk
- Prima televisiva: 4 marzo 1963
- Diretto da: Jack Donohue
- Scritto da: Bob Carroll, Jr., Bob Schiller, Bob Weiskopf, Madelyn Davis

### Trama
- Guest star: Eddie Applegate (Bob Mooney), Paul Hartman, Lucie Arnaz (Cynthia)

## Lucy Drives a Dump Truck
- Prima televisiva: 11 marzo 1963
- Diretto da: Jack Donohue
- Scritto da: Bob Carroll, Jr., Bob Weiskopf, Bob Schiller, Madelyn Davis

### Trama
- Guest star: Dorothy Konrad, Richard Reeves, Ben Welden, Carole Cook (Thelma Green), Mary Jane Croft (Audrey Simmons)

## Lucy Visits the White House
- Prima televisiva: 25 marzo 1963
- Diretto da: Jack Donohue
- Scritto da: Bob Schiller, Bob Weiskopf, Madelyn Davis, Bob Carroll, Jr.

### Trama
- Guest star: Duncan McLeod, Pat Colby, Desi Arnaz, Jr., Elliott Reid (Ross Dowd/Voice of Kennedy), Alan Reed (Diner Owner), Frank Nelson (conducente del bus)

## Lucy and Viv Take Up Chemistry
- Prima televisiva: 1º aprile 1963
- Diretto da: Jack Donohue
- Scritto da: Bob Carroll, Jr., Bob Weiskopf, Bob Schiller, Madelyn Davis

### Trama
- Guest star: Lou Krugman (Adrian Vance)

## Lucy Is a Chaperone
- Prima televisiva: 8 aprile 1963
- Diretto da: Jack Donohue
- Scritto da: Bob Weiskopf, Bob Carroll, Jr., Bob Schiller, Madelyn Davis

### Trama
- Guest star: Eddie Hodges (Kid), Don Grady, Lucie Arnaz (Cynthia)

## Lucy and the Little League
- Prima televisiva: 15 aprile 1963
- Diretto da: Jack Donohue
- Scritto da: Bob Weiskopf, Bob Schiller, Bob Carroll, Jr., Madelyn Davis

### Trama
- Guest star: Mary Jane Croft (Audrey Simmons), Desi Arnaz, Jr., William Schallert (Team Manager)

## Lucy and the Runaway Butterfly
- Prima televisiva: 22 aprile 1963
- Diretto da: Jack Donohue
- Scritto da: Bob Carroll, Jr., Bob Schiller, Bob Weiskopf, Madelyn Davis

### Trama
- Guest star: Mary Wickes

## Lucy Buys a Boat
- Prima televisiva: 29 aprile 1963
- Diretto da: Jack Donohue
- Scritto da: Madelyn Davis, Bob Schiller, Bob Carroll, Jr., Bob Weiskopf

### Trama
- Guest star: